# Подводные лодки типа «Рюби»
Подводные лодки типа «Рюби́» (фр. «Rubis») — серия из шести французских многоцелевых атомных подводных лодок, построенных в 1976—1993 годах. Лодки класса «Рюби» являются самыми маленькими состоящими на вооружении атомными подводными лодками в мире.

## История проектирования
После создания стратегических ракетоносцев типа «Редутабль» во Франции начались работы по созданию первого поколения многоцелевых атомных подводных лодок. Эскизная стадия проекта была завершена к 1972 году, а в 1973 году правительство Франции приняло решение о строительстве серии подводных лодок по этому проекту. Лодки получили имена драгоценных камней.

## История строительства
Сумма контракта на постройку 6 единиц составила $ 2,1 млрд, что лишь ненамного превосходит стоимость одной американской подводной лодки типа «Сивулф», таким образом французские АПЛ получились одними из самых дешёвых в мире.
Головная лодка проекта была заложена 11 декабря 1976 года под именем «Provence» (рус. «Прованс»), позже она была переименована в «Rubis» (рус. Рюби, в переводе — рубин). В 1979 году «Рюби» была спущена на воду. Состоялась закладка второй субмарины проекта, а «Рюби» после достройки отправилась на испытания. «Рюби» показала себя более шумной, чем ожидалось, поэтому была начата программа «Аметист» (фр. Amethyste, название которой расшифровывается как AMElioration Tactique Hydrodynamique Silence Transmission Ecoute и переводится как «улучшение, тактика, гидродинамика, тишина, распространение, акустика». В соответствии с этой программой, пятая лодка проекта, по случайному совпадению названная «Amethyste» была построена по изменённому проекту.
«Аметист» стала на 1,5 метра длиннее предшественниц, получила носовую часть изменённой формы, в которой разместилась сферическая антенна гидроакустической станции, и буксируемую антенну. Рубка стала более обтекаемой формы, применение звукоизолирующих материалов стало гораздо шире, электроника лодки была обновлена по сравнению с предшественницами.
С аналогичными доработками была построена и шестая лодка, «Perle» («Жемчужина»), а после того, как доработки были признаны успешными, в соответствии с проектом «Аметист» переоборудовали и остальные четыре лодки проекта. Вместе с этими доработками было изменено и предназначение субмарин. Если первоначально они предназначались для борьбы с надводными кораблями, то теперь «Рюби» стали позиционироваться как противолодочные корабли.

## Конструкция
|  |
|  |

Проект «Рюби» во многом похож на дизель-электрические субмарины типа «Агоста»: на их базе спроектированы конструкция корпуса, систем вооружения, управления и акустики созданы на базе проекта. Полное водоизмещение составило 2 670 тонн — одно из наименьших значений для боевых АПЛ в мире. До модификации надводное водоизмещение кораблей составляло 2 388 тонн, после переоборудования по проекту «Аметист» оно возросло до 2 410 тонн.

### Корпус
Корпус имеет смешанную конструкцию: на большей части длины лодка однокорпусная, только в районах торпедного и электромеханического отсеков — двухкорпусная.
Поперечные переборки разделяют внутреннее пространство лодки на пять отсеков:
1. Торпедный отсек, стеллажи для боекомплекта.
2. Центральный пост, управление движением, навигация, жилые помещения, аккумуляторные батареи и вспомогательное оборудование.
3. Ядерный реактор, паропроизводящая установка.
4. Турбогенераторный отсек.
5. Электромеханический отсек.

Горизонтальные рули смонтированы на смещённой к носовой оконечности рубке. Внутри неё размещаются шахты перископов, антенны радиолокации и радиосвязи.

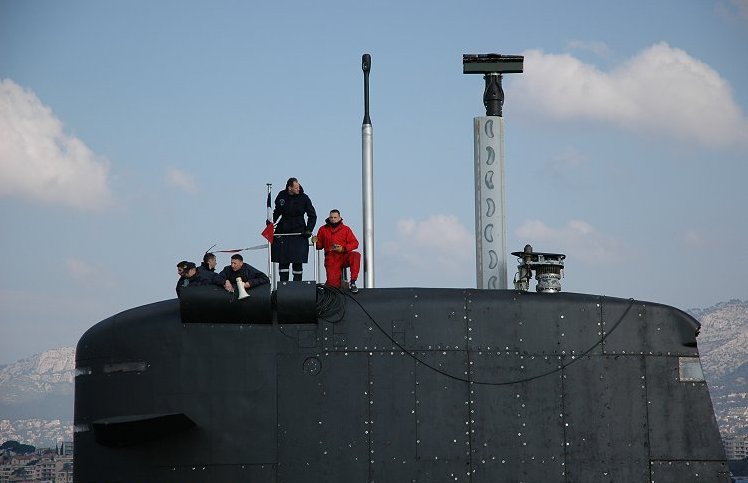
Выдвижные устройства на «Casabianca»

### Энергетическая установка

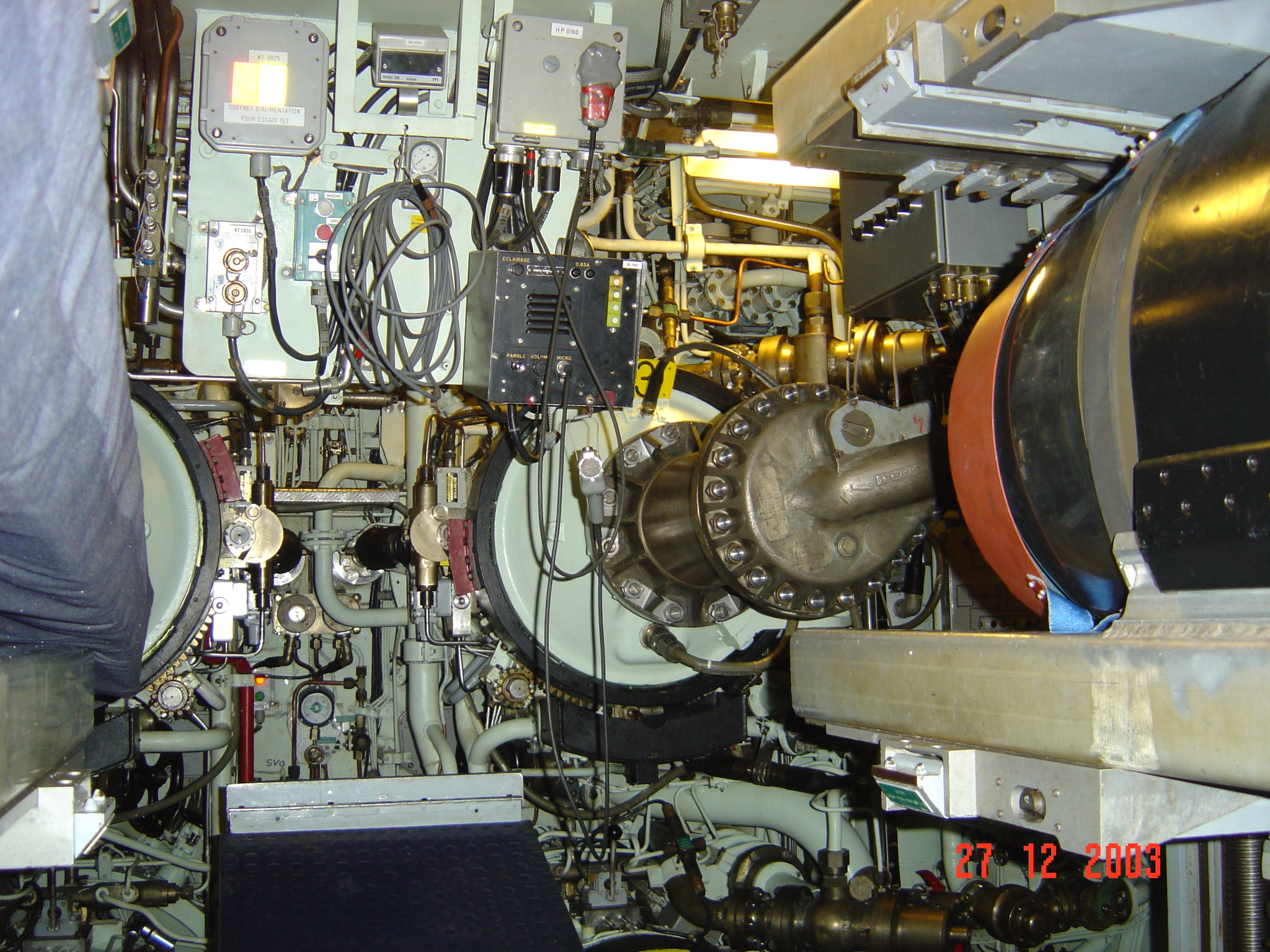
Внутри подводной лодки «Аметист»

Небольшие размеры лодки обусловили создание реактора уменьшенной мощности, что позволило использовать естественную циркуляцию теплоносителя первого контура почти на всех режимах работы. Таким образом, была повышена надёжность энергетической установки, а отсутствие шума насосов благоприятно сказалось на акустической скрытности лодки. Один реактор модели CAS 48MW обеспечивает тепловую мощность в 48 мегаватт. Два турбогенератора преобразуют тепловую энергию в электрическую. Для питания общекорабельной сети используется переменный ток, а гребной электродвигатель работает от постоянного тока. Резервная система состоит из вспомогательного электродвигателя, который может питаться от аккумуляторных батарей или вспомогательного дизель-генератора. В движение лодка приводится одним многолопастным малошумным гребным винтом увеличенного диаметра.

### Условия обитания
Несмотря на сравнительно небольшие размеры, экипаж лодки размещён с комфортом. Каждый член экипажа имеет собственную койку. Отделённая от кубриков столовая используется как помещение для коллективного отдыха и общения. Мощная опреснительная установка позволяет не лимитировать расход воды. Каждая лодка имеет два штатных экипажа, «Красный» и «Синий», которые поочерёдно несут боевое дежурство.

## Представители
Первоначально планировалось строительство восьми кораблей, однако в связи с недостатком финансов строительство двух кораблей (Diamant S607 и Turquoise S608) было отменено. На начало 2020 года четыре лодки входят в состав ВМС Франции и базируются на Тулон. Субмарины регулярно выходят в автономные походы в Атлантический океан. Стандартная длительность похода составляет 45 суток, при необходимости автономность возрастает до 60 суток. После возвращения на базу лодки проходят трёхнедельный межпоходовый период и снова выходят в поход.
В 2019 году в связи с исчерпанием 35-летнего срока службы первой из подводных лодок типа «Рюби» была списана Saphir (S602). Однако после пожара в 2020 году на ремонтирующейся Perle (S606), было решено списать сильно пострадавшую носовую часть Perle, заменив её носом от Saphir. «Операция» была начата в 2021 году, возвращение в строй планируется в 2023 году.
По состоянию на декабрь 2024 года в строю остаются два корабля — Amethyste и Perle.
| Название и тактический номер | Закладка         | Спуск на воду    | Ввод в строй     | Статус                  |
| ---------------------------- | ---------------- | ---------------- | ---------------- | ----------------------- |
| Rubis (S 601)                | 11 декабря 1976  | 7 июля 1979      | 23 февраля 1983  | списана 5 ноября 2022   |
| Saphir (S 602)               | 1 сентября 1979  | 1 сентября 1981  | 6 июля 1984      | списана 3 июля 2019     |
| Casabianca (S 603)           | 19 сентября 1981 | 22 декабря 1984  | 13 мая 1987      | списана 27 декабря 2023 |
| Emeraude (S 604)             | 4 марта 1983     | 12 апреля 1986   | 15 сентября 1988 | списана 13 декабря 2024 |
| Amethyste (S 605)            | 31 октября 1984  | 14 мая 1988      | 20 марта 1992    | в составе ВМС Франции   |
| Perle (S 606)                | 27 марта 1987    | 22 сентября 1990 | 7 июля 1993      | в составе ВМС Франции   |
| Diamant (S 607)              | —                | —                | —                | строительство отменено  |
| Turquoise (S 608)            | —                | —                | —                | строительство отменено  |